# Huiwen de Qin
El Rey Huiwen de Qin (en chino: 秦惠文王), también conocido como Señor Huiwen de Qin (en chino: 秦惠文君) o Rey Hui de Qin (en chino: 秦惠王), nombre de nacimiento Si (駟), fue el gobernante del Estado Qin de 338 a 311 a. C. durante el periodo de los Reinos combatientes de la historia china y probablemente un antepasado del Emperador Qin Shi Huang.  Fue el primer rey de Qin en llamarse a sí mismo "rey" y no "duque".

## Biografía

### Infancia
El príncipe Si era hijo del duque Xiao, y sucedió a su padre como gobernante después la muerte de este último. Si, en su adolescencia, y siendo aún el príncipe heredero,cometió un delito y fue severamente castigado por ello. El gran ministro Shang Yang estaba implementando sus reformas autoritarias a las leyes de Qin e insistió con que el príncipe heredero debía ser castigado por el delito a pesar de su estatus real. El Duque Xiao aprobó el castigo draconiano y a los tutores de Si, el príncipe Qian, hermano mayor del duque Xiao, y Gongsun Jia, les fue cortada la nariz por desatender sus deberes como educadores del príncipe heredero, mientras que Ying Si fue exiliado del palacio real.
Se cree que Si albergó un resentimiento personal contra Shang Yang y cuando llegó al trono como rey Huiwen, Si condenó a Shang Yang a muerte bajo el cargo de traición. Sin embargo, Huiwen mantuvo las reformas en el sistema de Qin que su padre y Shang Yang habían dejado.

### Reinado
Durante el reinado de Huiwen, Qin alcanzó un gran poder a base de su fuerza militar, e invadió constantemente a los estados vecinos como parte de su política expansionista. En el 316 a. C. conquistó los estados de Shu y Ba al sur de la cuenca de Sichuan. Su estrategia era anexar y colonizar las tierras semi-civilizadas del sur en vez de enfrentar a los estados del este que contaban con ejércitos poderosos. El estratega Su Qin, un estudiante de Guiguzi, logró persuadir a los otros seis estados importantes para formar una alianza para hacer frente a Qin. Sin embargo, un compañero de estudios de Su Qin llamado Zhang Yi se unió al servicio de Huiwen y ayudó a Qin a romper la alianza sembrando discordia entre los seis estados.

### Muerte
El mandato del Rey Huiwen sobre Qin duró 27 años y murió en 311 a. C. a la edad de 46 años. Fue sucedido por su hijo, el Rey Wu de Qin, nacido de la Reina Huiwen.